# Ulla Burchardt
Pour les articles homonymes, voir Burchardt.
Ulla Burchardt (Dortmund, 22 avril 1954) est une femme politique allemande. 